# Deutsches Eck (Coblenza)

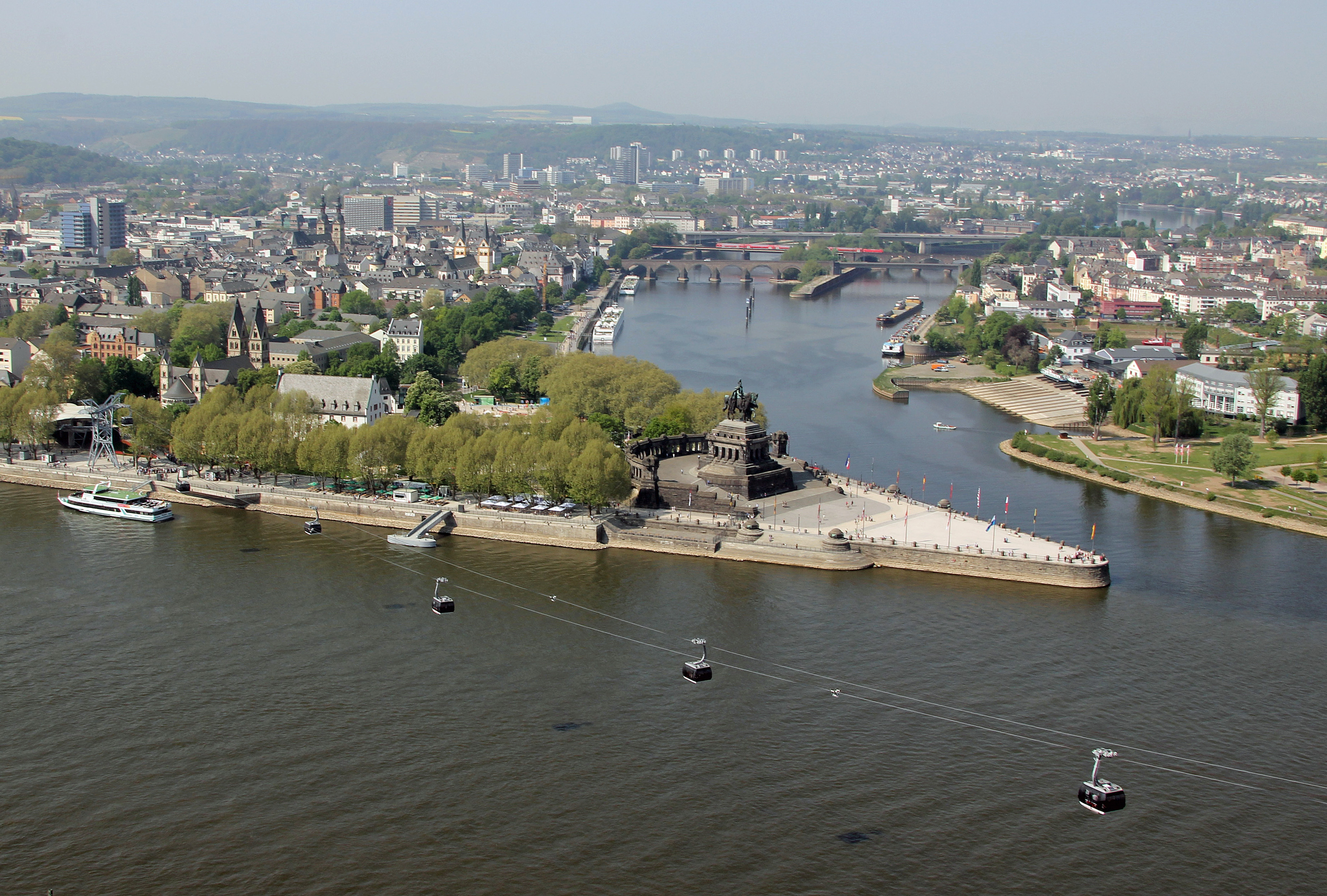
Coblenza (Germania): Veduta aerea del Deutsches Eck

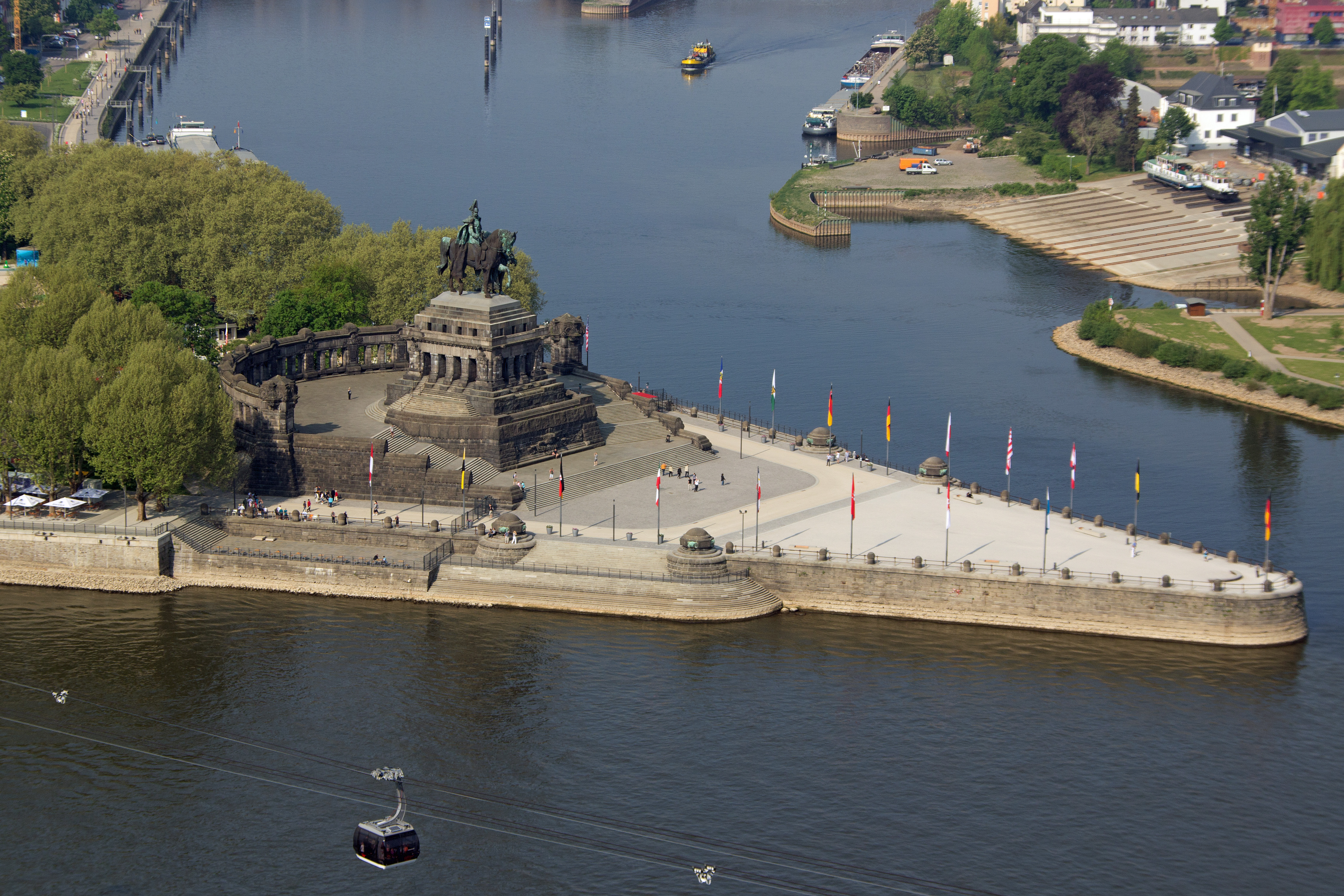
Altra immagine del Deutsches Eck

Deutsches Eck (letteralmente "angolo tedesco") è l'estremità di una penisola della città tedesca di Coblenza (Koblenz), nel Land Renania-Palatinato (Germania sud-occidentale), che rappresenta il punto di confluenza tra il fiume Mosella e il fiume Reno. Il nome del luogo richiama quello dell'Ordine teutonico (Deutscher Orden).
Al centro del piccolo promontorio campeggia una statua equestre, alta 37 metri e raffigurante l'imperatore Guglielmo I restituita al patrimonio artistico cittadino nel 1993 dopo le distruzioni subite nel corso della seconda guerra mondiale. La statua è stata inserita dall'UNESCO nel patrimonio culturale nel 2002.

## Ubicazione
Il Deutsches Eck si trova nella parte nord-occidentale del centro storico di Coblenza a sud-est del porto fluviale e di fronte alla fortezza di Ehrenbreitstein, oltre che nei pressi della Deutschherrenhaus.
La sponda occidentale del Deutsches Eck è bagnata dalla Mosella, quella orientale dal Reno.

## Storia

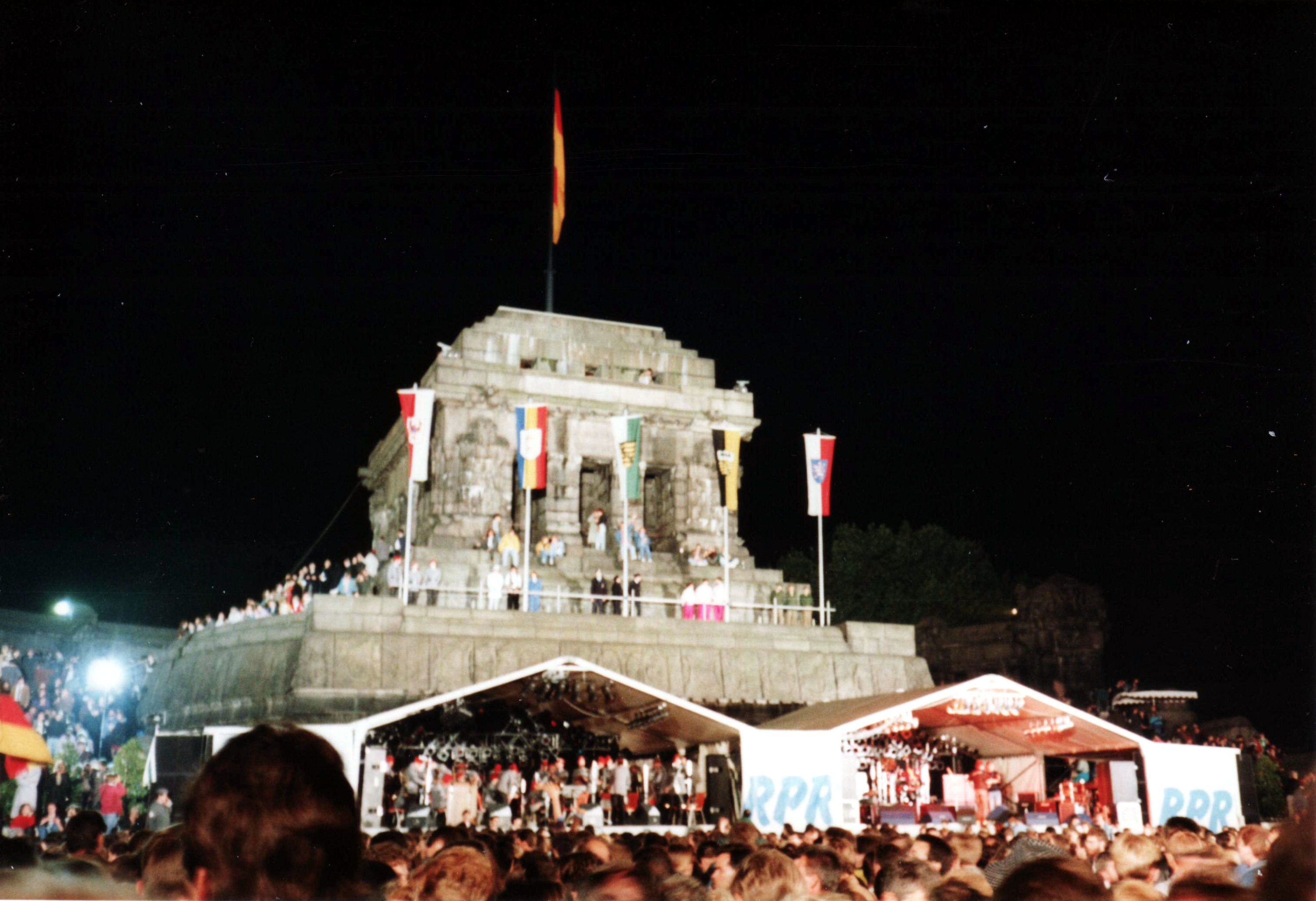
Festeggiamenti per la riunificazione della Germania al Deutsches Eck (1990)

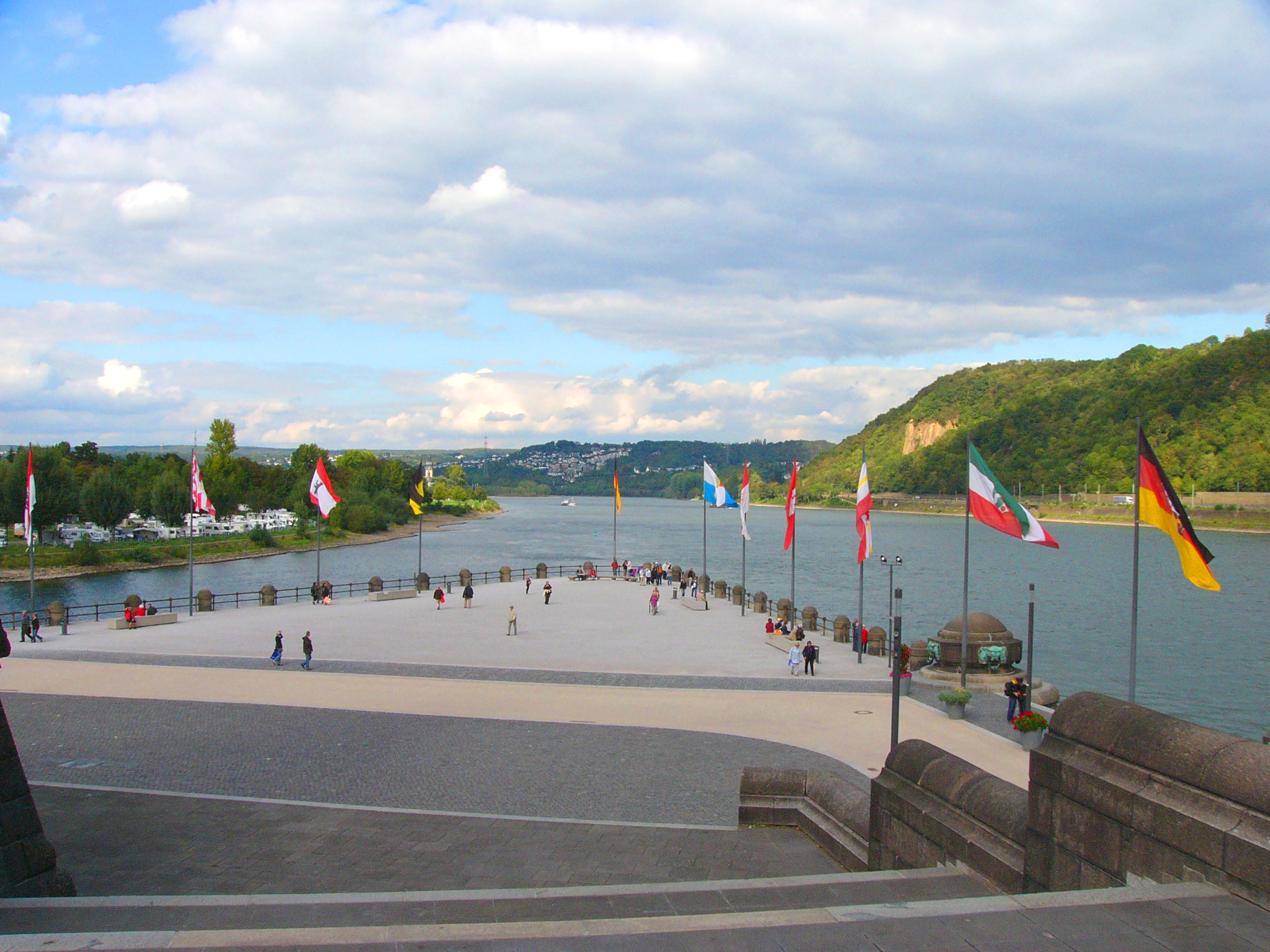
L'estremità del Deutsches Eck

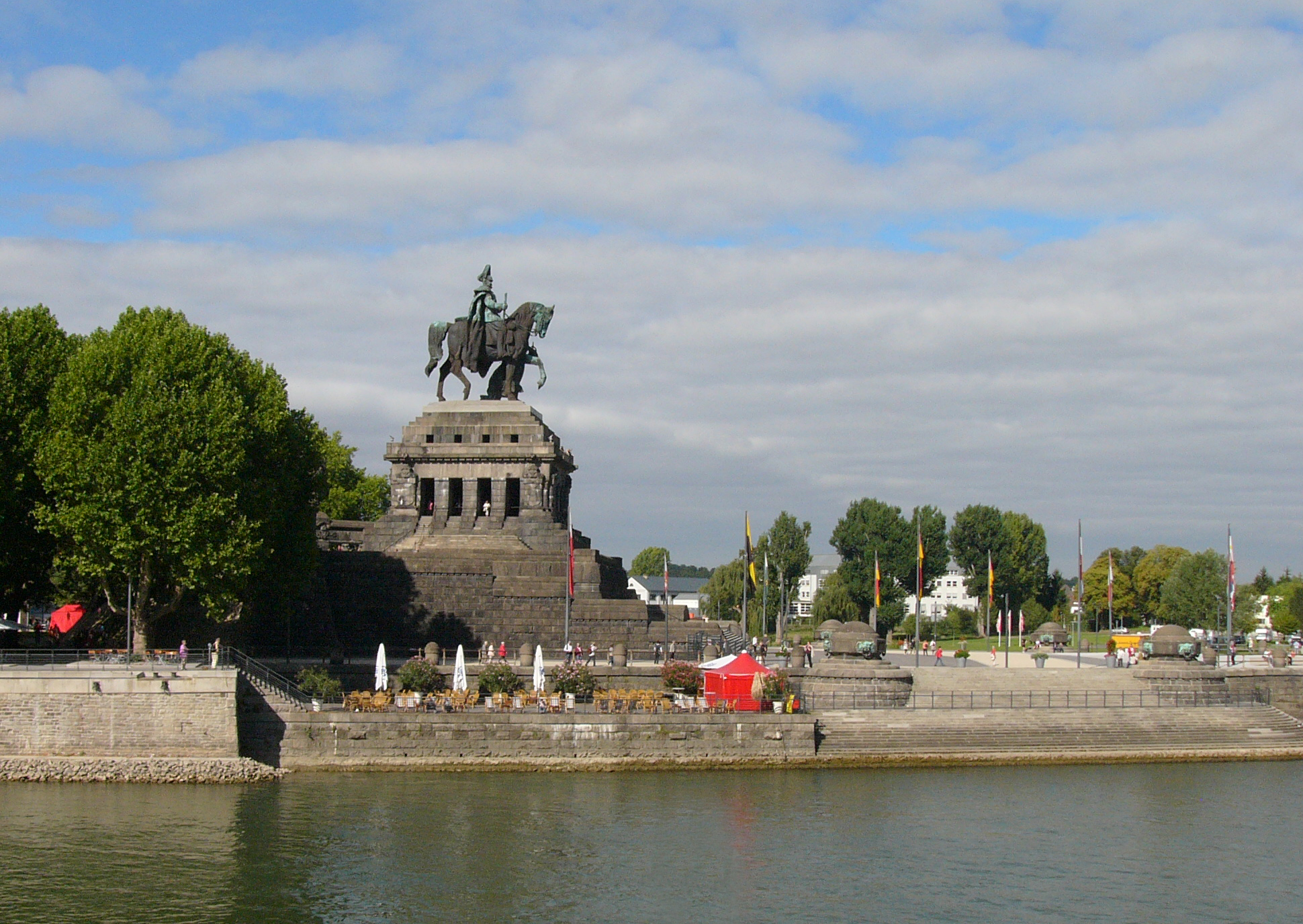
Il Deutsches Eck con la statua equestre di Guglielmo I

Il nome del luogo fu dato in onore dell'Ordine teutonico (Deutscher Orden), l'ordine cavalleresco fondato nel 1190, che nel 1216 s'insediò proprio alla confluenza tra il Reno e la Mosella.
Le prime attestazioni scritte su quello che in seguito sarebbe stato chiamato Deutsches Eck risalgono tuttavia soltanto al 5 gennaio 1502, quando il sindaco e alcuni membri del consiglio cittadino dedicarono una porta in loco all'Ordine teutonico.
All'epoca, il punto di confluenza tra il Reno e la Mosella si chiamava Deutscher Ort, cioè "luogo tedesco". In seguito, nel corso dei secoli, il termine Ort (luogo) venne gradualmente sostituito dal termine Eck, cioè "angolo". Il termine si deve alla forma del luogo: riprese aeree del XIX hanno infatti dimostrato che la confluenza tra i fiumi Mosella e Reno aveva una forma ad angolo retto.
La prima attestazione cartografica del termine Deutsches Eck si ritrova nel Dilbecker-Plan, una mappa risalente all'ottobre del 1794 e in cui si trova scritto teutsche eck.
Nel corso del XIX secolo, la lingua di sabbia che formava il luogo veniva comunemente chiamata "coda di cane". Il 27 gennaio 1858,  fu eretta nel Deutsches Eck una stele in occasione del matrimonio tra il futuro imperatore Guglielmo I e la principessa Vittoria. Tra il 1893 e il 1897, fu eretta in loco la statua equestre di Guglielmo I, realizzata da Bruno Schmitz. L'idea di omaggiare con una simile opera l'imperatore, a cui si doveva l'unità della Germania era nata poco dopo la sua morte, avvenuta nel 1888; a scegliere il Deutsches Eck come luogo più adatto dove innalzare il monumento fu nel 1891 l'imperatore Guglielmo II, nipote di Guglielmo I, il quale presenziò anche all'inaugurazione, avvenuta il 31 agosto 1897.
Sotto il Terzo Reich, il luogo e, in particolare, il monumento a Guglielmo I rappresentò un motivo propagandistico. Il 1º maggio 1934, in occasione della Festa del Lavoro, fu organizzata nel Deutsches Eck una riunione del partito nazionalsocialista. Il 16 marzo 1945, nel corso della seconda guerra mondiale, il monumento a Guglielmo I fu distrutto dall'artiglieria statunitense. Alcuni resti della statua furono trasferiti al Mittelrhein-Museum. Nel maggio del 1953, ciò che rimaneva della statua equestre di Guglielmo I fu utilizzato dal presidente tedesco Theodor Heuss in un suo discorso a monito per l'unità tedesca e al posto della statua fu innalzata una bandiera tedesca.
Nel 1993, grazie ad una colletta pubblica e ad aiuti da parte di privati, la statua equestre di Guglielmo I poté essere ricostruita. L'inaugurazione avvenne il 2 settembre.
|  |  |